# Johann Gottfried Richter (Journalist)
Johann Gottfried Richter (* 26. November 1763 Taucha bei Leipzig; † 5. Juni 1829 Eilenburg) war ein deutscher Journalist und Übersetzer.

## Leben
Johann Gottfried Richter besuchte die Thomasschule zu Leipzig. Er studierte danach ab 1786 Theologie an der Universität Leipzig, ohne diesen Bildungsweg abzuschließen, da er sich bereits Ende 1787 nach Moskau begab, um dort bei einer angesehenen Familie als Hauslehrer zu arbeiten. Die russische Sprache beherrschte er bald sehr gut. Angeblich vollendete er in Moskau sein Studium an der Lomonossow-Universität. Seine schriftstellerischen Neigungen brachten ihn in Kontakt mit Verlegern und Autoren, vor allem mit Nikolai Michailowitsch Karamsin, der ein führender Vertreter des russischen Sentimentalismus war. 1803 kehrte er nach 16-jährigem Russland-Aufenthalt nach Deutschland zurück und wurde im gleichen Jahr auf Fürsprache Karamsins beim Herzog Karl August sächsisch-weimarscher Hofrat sowie kaiserlich-russischer Rat. 1808 nahm er seinen neuen Wohnsitz in Eilenburg, wo er seine letzten beiden Lebensjahrzehnte verbrachte. Hier wirkte er als Privatgelehrter und Übersetzer.
Richter war ein bedeutender Vermittler russischer Kulturleistungen. Er lieferte eine Stadtbeschreibung Moskaus und schilderte in Zusammenarbeit mit dem Illustrator Christian Gottfried Heinrich Geißler russische Sitten (Sitten, Gebräuche und Kleidung der Russen aus den niedern Ständen, 2 Bde., Leipzig 1805; Spiele und Belustigungen der Russen aus den niedern Volks-Klassen, Leipzig 1805). Auch übersetzte er Werke Karamsins wie Briefe eines reisenden Russen (1799–1802) und russische Rittermärchen. Gemeinsam mit dem Rigaer Verleger Johann Friedrich Hartknoch den Jüngeren gab er die Zeitschrift Russische Miszellen (3 Bde., Leipzig 1803–04) heraus. Westeuropäer erhielten in diesem Blatt genauere als bis dahin verfügbare Informationen über die Lebensweise der Russen, über Geschichte und Landeskunde des Zarenreichs sowie über die russische Ausprägung der literarischen Strömung des Sentimentalismus. In der Zeitschrift fand sich auch die erste deutsche Übersetzung des Igorliedes. Bei der lebendigen Beschreibung des Zarenreichs ließ Richter großes Wohlwollen für die Russen anklingen. Die in Westeuropa häufig herrschende Vorstellung, dass die Russen kulturlos seien, suchte Richter energisch zu widerlegen.